# أنبار زمزم (مقاطعة فسا)
أنبار زمزم (بالإنجليزية: Anbar-e Zamzam)‏ هي قرية تقع في فارس في إيران.